# Soundmill Navigator
Soundmill Navigator es el undécimo álbum en vivo de la banda alemana de música electrónica Tangerine Dream. Publicado en abril de 2000 por el sello TDI destaca por ser la segunda referencia de la denominada "Tangerine Dream Classics Edition": una serie de tres álbumes con material inédito de archivo. En este caso recoge un concierto de 1976 interpretado por la considerada "formación clásica" de Tangerine Dream integrada por Christopher Franke, Edgar Froese y Peter Baumann.

## Producción
Integrado por una sola pieza homónima, de casi 42 minutos de duración, el álbum recoge, según información del libreto, la primera mitad del concierto celebrado por el grupo el 27 de junio de 1976 en la sala de conciertos Philarmonics (Berlín) con el aforo completo. Debido a las características de los sintetizadores analógicos y los equipos electrónicos de la época las interpretaciones en vivo requerían un proceso de afinación que, en ocasiones, debía realizarse durante el propio concierto. Caso aparte constituía el mellotron que no podía ejecutar una nota durante más de 7 segundos antes de volver al punto de partida lo que exigía pericia técnica en el intérprete. Según recoge el libreto el transcurso del concierto fue satisfactorio y apenas se produjeron errores durante la interpretación.
Para la edición del álbum se realizó un amplio trabajo de producción, incorporando nuevas capas de sonido que no estaban presentes en la toma de sonido original, aspecto que no se menciona en la información del libreto. Esta práctica también se realizó en el álbum anterior de esta serie, Sohoman (1999), que recoge un concierto interpretado en 1982 por Edgar Froese, Christopher Franke y Johannes Schmoelling en Sídney (Australia). Igualmente se puede escuchar imperfecciones sonoras debido a los 24 años transcurridos entre la grabación del máster y la publicación del álbum, aspecto más perceptible cuando el álbum se escucha con auriculares.

## Lista de temas
| N.º   | Título                | Escritor(es)                                  | Duración |  |
| 1.    | «Soundmill Navigator» | Christopher Franke Edgar Froese Pater Baumann | 41:48    |  |
| 41:48 |                       |                                               |          |  |

## Personal
- Christopher Franke - sintetizador y teclados
- Edgar Froese - sintetizador, mellotron, guitarra, diseño de portada y producción
- Peter Baumann - sintetizador y teclados
- Dirk Kauffman - ingeniero de grabación
- Monika Froese - fotografía
- Jerome Froese - masterización